# 沃罗夫斯基号通信指挥舰
沃罗夫斯基号通信指挥舰（羅馬化：Vorovskiy）是苏联的一艘军舰。她在服役期間主要是蘇聯海軍的輔助艦使用，但除了蘇聯海軍外，她在1924年擔負為蘇聯運輸首批為中華民國陸海軍大元帥大本營創辦之黃埔軍校軍援物資與軍事顧問之任務，因此在中國近代史上留名。

## 历史

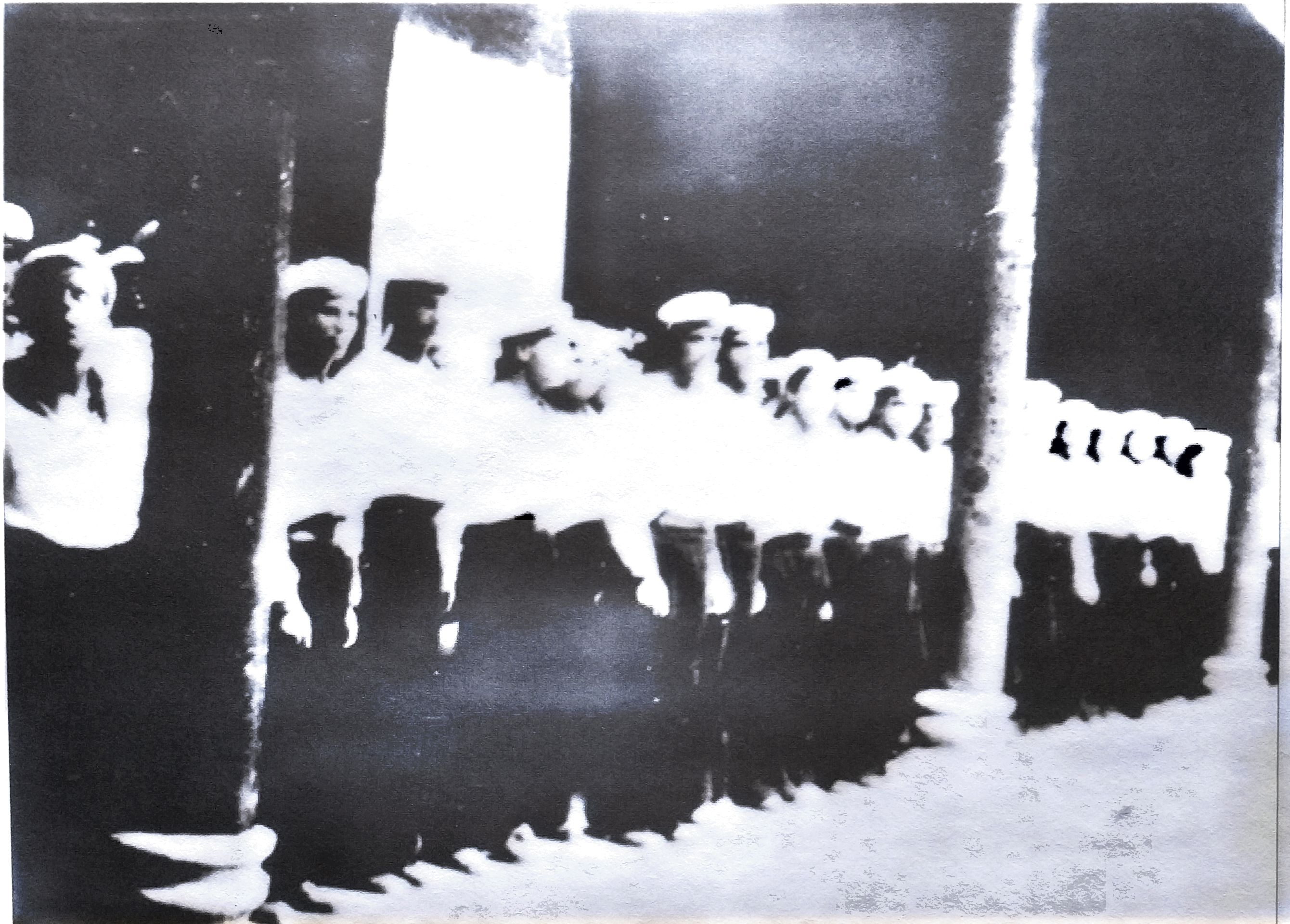
1924年10月初，苏联军舰「沃羅夫斯基號」运俄制步枪八千支到广州。图为苏联水兵和黄埔学生军联欢

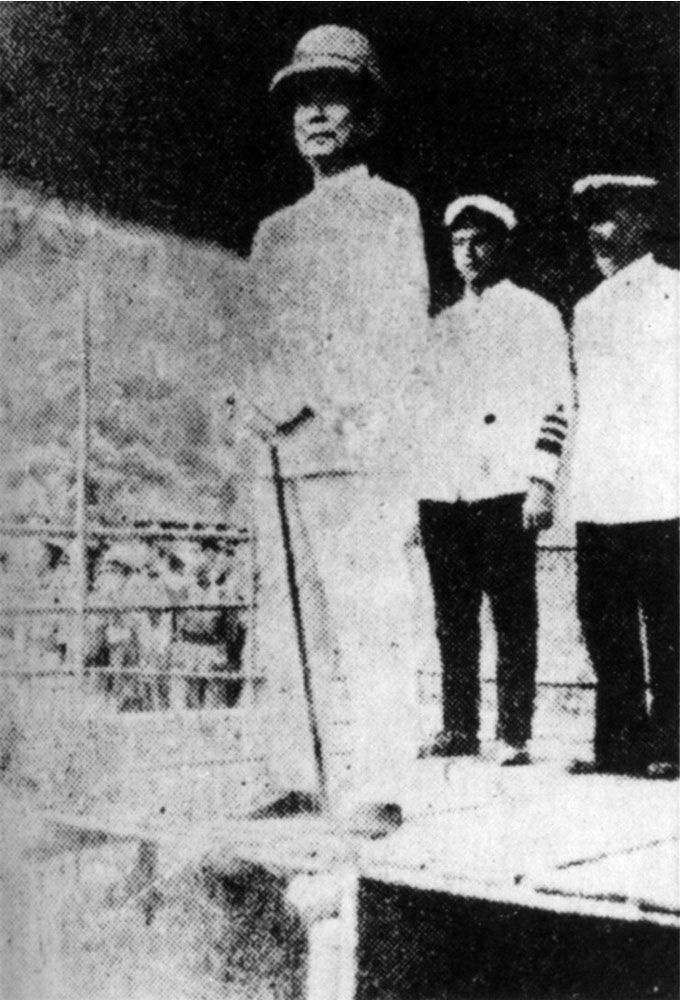
1924年10月10日孙文在韶关接见蘇聯舰长马克西莫夫时合影。

最初，美国百万富翁，《纽约先驱报》的富二代老板小詹姆斯·戈登·贝内特向苏格兰邓巴顿的船厂订制的一艘游船，以古希腊神话中的和平女神吕西斯忒拉忒命名。由於這艘船的原始用途用於遊憩，因此有一些特有艙間，包括土耳其浴浴室、劇院、甚至有奶牛專用的船艙提供乘客新鮮牛奶。
1916年，沙俄政府购买了此舰。作为一艘通信舰，命名为“雅罗斯拉芙娜”（Ярославна)，隶属于阿尔汉格尔斯克的北冰洋区舰队，安装了2门102毫米舰炮、2门45mm舰炮，2挺7.62mm机枪与反潜水雷等装备。 
1918年8月2日至1920年2月19日，该舰被协约国北俄干涉军与北俄临时政府白军控制。1920年2月19日，北俄临时政府逃往挪威特罗姆瑟，在破冰船“米宁”号（Минин）拖拽下前往摩尔曼斯克。但一离开阿尔汉格尔斯克即被重重海冰所困，最后米宁号破冰船从该舰装载了1100人、燃煤、食物后离开，该舰被遗弃在冰海。
苏俄内战结束后，该舰隶属于国家政治保卫总局。1924年5月9日，该舰以参加洛桑会议于1923年5月10日在宾馆被白俄杀害的苏联驻驻意大利大使瓦茨拉夫·瓦茨拉沃维奇·沃罗夫斯基命名。第一任舰长是前沙俄海军中将安德烈·西蒙诺维奇·马克西莫夫，政委彼得·伊万诺维奇·斯米尔诺夫-斯沃特洛夫斯基。1924年6月12日，该舰执行了苏联军舰第一次远海航行：从阿尔汉格尔斯克至符拉迪沃斯托克，但這次航行中她擔負了另一件非公開任務—運輸提供給在廣州的中華民國陸海軍大元帥大本營的軍援物資。1924年10月7日，沃罗夫斯基駛離香港维多利亚湾，沿廣東省海岸北上，在伶仃洋上故意逗留一段时间，接着突然转向，进入虎门水域，溯珠江而上，直奔广州。10月8日傍晚，开到广州沙角村。9日早晨，黄埔师生全体动员，到船上搬运军械。搬运工作到下午5点钟结束。該次運輸任務提供給黃埔軍校8000支莫辛纳甘步枪、400万发子弹，以及黄埔军校的40名苏联军事顾问。11月11日，“沃罗夫斯基”号告别广州，继续向北航行。11月20日抵达符拉迪沃斯托克后隶属于远东地区的苏联边防军。
1931年，伏罗希洛夫在滨海边疆区检阅了该舰。1932年，运送边防部队在勘察加鸟岛登陆，以解决日本渔民侵占该地。战前至1943年，该舰多次运送边防部队到楚科奇、勘察加、科曼多尔群岛。此时装备2门102mm60倍径舰炮，6门45mm46倍径21-К通用舰炮，上层甲板安装12.7mmДШК机枪，М-1深弹发射器备弹56发。未装备水雷与鱼雷。安装了К-1型水下扫雷具。20具海洋烟幕弹МДШ。通信与监听装备包括：“海湾”（Бухта）型无线电发射台，ТМ-7、ПР-4、КУБ-4М、5-РКУ无线电接收台，Рейд无线电站，Градус-К无线电定向装置。灯光与视觉观通装备包括：МСПЛ信号投射器，БСТ炮队镜，两套7x50双目望远镜，两套灯光通信装置， 两套Верри信号枪 ，两套信号旗，EMPE-02探照灯。
1944年至1948年，服役二十年后在符拉迪沃斯托克大修。换装了更现代的90-К型85mm舰炮与21-КМ通用机炮，以及4挺高射机枪。1952年9月23日风暴情况下，在阿瓦恰湾入口该舰触底导致舰体撞出一个大洞，第二天早晨入港。1953年7月17日在边防军舰捷尔任斯基号伴随下，返回符拉迪沃斯托克修理。这也是该舰最后一次航行。1955年该舰从边防军退役，移交给太平洋舰队作为辅助船总队的浮动司令部直至1961年。1966年拆解。